# XIX Entertainment
XIX Entertainment é uma organização de conteúdo de entretenimento e direitos intelectuais sediada na América do Norte e Europa. A empresa foi criada por Simon Fuller em 2010 para promover comercialmente indivíduos de classe mundial e propriedades de entretenimento com um currículo esportivo, musical ou de moda estabelecido. A empresa presta serviços que incluem gerenciamento, produção de televisão e música, interação nas redes sociais, relações públicas, marketing de entretenimento, serviços jurídicos e contábeis, e possui uma equipe de cinquenta funcionários com escritórios em Londres, Nova York, Los Angeles e Nashville.
A empresa administra o grupo internacional Now United, Annie Lennox, Victoria Beckham, David Beckham, Andy Murray, Steven Tyler, Carrie Underwood, David Cook, As Spice Girls, Aloe Blacc, Lisa Marie Presley, Roland Mouret e Geri Halliwell, e ocorreu em parceria com Jennifer Lopez e Marc Anthony para a produção de 2012, Q'Viva! O escolhido. Lewis Hamilton foi gerenciado pela empresa desde o início de 2011 até novembro de 2014, enquanto Bradley Wiggins foi gerenciado por eles de novembro de 2013 a janeiro de 2017.
Em 2011, Simon Fuller anunciou que a XIX Entertainment participaria de 50% de um novo empreendimento com o fundador da Island Records, Chris Blackwell, chamado Blackwell Fuller Inc.